# William Petersen
William Petersen var en dansk atlet, løber. Han løb for Østerbro-klubben Københavns FF og vandt et dansk mesterskab; 1 mile 1907 med tiden 5:05.0.